# Damian Walentek
Damian Walentek (ur. 1965) – polski waltornista i pedagog.
Absolwent Akademii Muzycznej im. Karola Szymanowskiego w Katowicach (klasa waltorni oraz klasa kameralistyki). Doktor (2006), doktor habilitowany sztuki muzycznej (2014), profesor katowickiej Akademii Muzycznej (2018). W 2024 roku uzyskał tytuł profesora. Waltornista Narodowej Orkiestry Symfonicznej Polskiego Radia w Katowicach. Współpracował z takimi orkiestrami i zespołami kameralnymi jak: Kwartet Śląski, Leopoldinum, Sinfonia Varsovia, Sinfonietta Cracovia, Wratislavia.
Od 2012 sekretarz jury Międzynarodowego Konkursu Muzycznego im. Michała Spisaka w Dąbrowie Górniczej.